# Língua quíchua santiagueño
Santiago del Estero Quichua ou Quíchua Santiagueño  (Santiagen Quichua) é um dialeto do Quíchua Meridional que está vulnerável a extinção, mas ainda é falado por cerca de 60 a 100 mil pessoas (as estimativas variam muito) na Argentina. É falado em Santiago del Estero (província). As coordenadas estimadas são 27°47′S 64°16′W. A migração de longa data também resultou na presença da língua em outras províncias do nordeste da Argentina e em Buenos Aires.
É 81% semelhante a outras línguas quíchuas. Existem programas de rádio nestas línguas e também um dicionário. Há algum cultivo da língua a qual é ensinada em algumas escolas. Ele usa o alfabeto latino. Seus falantes são nativos ameríndios e trabalham principalmente na agricultura. É a sétima língua mais falada na Argentina, atrás do Espanhol, Italiano, Árabe levantino, Quechua boliviano do sul e Alemão, e Mapudungun. É a terceira língua indígena mais falada no país.
Havia outro dialeto do quíchua do sul na Argentina, o de Catamarca e La Rioja, mas ele agora é extinto. Todos foram introduzidos durante o período colonial espanhol]], quando os falantes de quíchua foram transplantados para várias partes do reino espanhol (continuando uma prática do Inca), e o quíchua era uma língua oficial de Santiago, Catamarca, e La Rioja durante a era colonial.

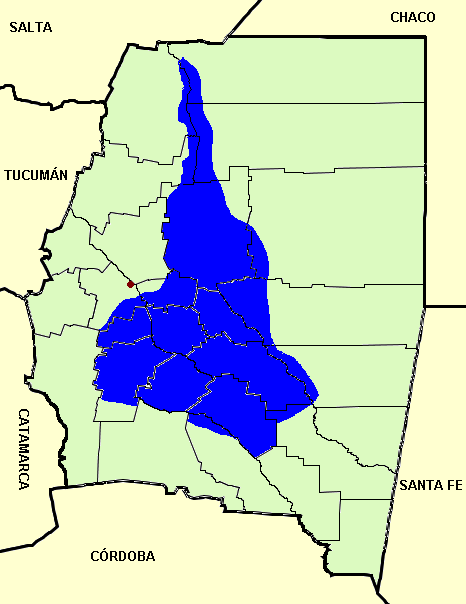
Extensão aproximada da língua Quichua em Santiago del Estero.

## Falantes
Os indígenas de Santiago del Estero eram chamados de "tonocoté". Eles enfrentaram muito racismo e discriminação do resto da população argentina, o que levou à diminuição de sua língua e cultura como um todo. O governo chegou a divulgar panfletos descrevendo como eram esses indígenas, incluindo pele vermelha e o uso de penas em suas roupas. Por esta razão, eles foram escolhidos entre o resto da população hispânica. Em vez de aprender sua língua materna de Quíchua Santiagueño na escola, as crianças indígenas foram ignoradas e forçadas a aprender a língua oficial espanhola, o que é um fator que contribui para o motivo pelo qual essa língua ficou ameaçada.

## Sintaxe
O verbo de movimento "ir" foi amplamente estudado e comparado a outros dialetos do quíchua. Verificou-se que enquanto em outros dialetos, este verbo é usado para representar o movimento físico, em Quíchua Santiagueño , representa uma ação futura. Isso pode ser comparado à frase portuguesa moderna "ir a" que significa "ir" + "infinitivo" em Quíchua Santiagueño.
.

### Passado não experimentado
Descobriu-se que existe uma especial categoria de verbo nessa língua: passdo o não experimentado (não testemunhado), que adiciona um certo sufixo às palavras para representar informações que foram relacionadas a alguém de outra pessoa. Normalmente, o sufixo que corresponde a isso é -ra

## Fonologia
Existem cinco fonemas vocálicos usados principalmente neste idioma: /a, e, i, o, u/. Além disso, como em outras línguas quíchuas, /a/, /i/ e /u/ possuem [ɑ], { {IPA|[e ~ ɛ]}} e [o ~ ɔ] como alofones nas proximidades do fonema consonantal /q/. Ao contrário de outros dialetos desta língua, que usam o fonema /ʎ/, Saniagueño Quechua possui /ʒ ~ ʑ/, semelhante à pronúncia do espanhol argentino de  /ʎ ~ ʝ/ como [ʒ ~ ʑ].
|                   |             | Bilabial | Alveolar | Pós-alveolar/ Palatal | Velar | Uvular |
| ----------------- | ----------- | -------- | -------- | --------------------- | ----- | ------ |
| Nasal             | Nasal       |          |          | ɲ                     |       |        |
| Plosiva/ Africada | surda       | p        | t        | t͡ʃ                    | k     | q      |
| Plosiva/ Africada | sonora      |          |          |                       | g     | ɢ      |
| Fricativa         | surda       | ɸ        | s        | ʃ                     | x     | χ      |
| Fricativa         | sonora      |          |          | ʒ                     |       |        |
| Aproximante       | Aproximante |          | l        | j                     | w     |        |
| Vibrante          | Vibrante    |          | ɾ        |                       |       |        |

## Exemplos
Muitos dos exemplos a seguir têm forte semelhança ou emprestam palavras do idioma espanhol.
- condor- abutre
- cocaína-> provisões para uma viagem
- qólpa; choclo-> uma espiga de milho
- kúnliir; molle-> árvore da vida
- abóbora ou abóbora->abóbora
- 'contador; chingana-> uma espécie de bordel
- taruka-> veado
- pavio*unha; guincho-> prendedor de cabelo
- eles estão gritando-> "eles estão gritando"
- Eu vou-> "Já vou indo"
- mais vale a pena voltar-> "Talvez eu volte"
- Vou te emprestar minha faca-> "Vou te emprestar minha faca"
- Vou contar a história do Bracho-> "Vou contar a história do O Bracho"